# Paraense Sport Club
Paraense Sport Club é uma agremiação esportiva da cidade de Marituba, no estado do Pará.

## História
Fundado no dia 25 de novembro de 2012, o Paraense se profissionalizou no dia 1 de setembro de 2017 para disputar o Segunda Divisão do Campeonato Paraense de 2017..

O clube disputou todas edições da competição desde então e, destaque para 2018, quando ficou bem próximo do acesso.
Em 2022, a equipe acabou amargando o rebaixamento para a Série B2 Estadual. Porém, logo na 1ª edição desta dita competição, a equipe do Paraense conquistou o acesso de maneira invícta e retornou à Série B1 Estadual.

## Participações

### Campanhas de Destaque
|  | Participações em 2023 |

| Competição | Competição | Temporadas | Melhor campanha    | Estreia | Última | P | R |
| Pará       | Série B1   | 7          | 4º Colocado (2018) | 2017    | 2023   | – | 1 |
| Pará       | Série B2   | 1          | 2º colocado (2023) | 2023    | 2023   | 1 |   |

### Categorias de Base
|  | Participações em 2023 |

| Competição | Competição       | Temporadas | Melhor campanha         | Estreia | Última |
| Pará       | Sub-20           | 5          | Oitavas de final (2018) | 2016    | 2022   |
| Pará       | Copa Pará Sub-20 | 1          | 1ª Fase (2023)          | 2023    | 2023   |
| Pará       | Sub-17           | 4          | Quartas de final (2018) | 2016    | 2022   |
| Pará       | Sub-15           | 1          | 1ª Fase (2017)          | 2017    | 2017   |

### Campeonato Paraense - Série B1
| 2017 | 2018 | 2019 | 2020 | 2021 | 2022 | 2023 |
| 14º  | 4º   | 6º   | 14º  | 17º  | 20º  | 15º  |

## Uniformes

### 2022
| '' |

### 2021
| '' |

### 2019
| '' | '' |  |